# Pallacanestro Cantù 1996-1997
Questa voce raccoglie le informazioni riguardanti la Pallacanestro Cantù nelle competizioni ufficiali della stagione 1996-1997.

## Stagione
La stagione 1996-1997 della Pallacanestro Cantù sponsorizzata Polti, è la 40ª nel massimo campionato italiano di pallacanestro, la Serie A1.
Con il ritorno in Serie A1 il secondo giocatore straniero ingaggiato fu Jerry Reynolds, ex stella NBA, mentre invece salutò la società Bruno Arrigoni, perché Gianfranco Lombardi preferì avere come suo assistente Massimo Magri.
La stagione iniziò nel migliore dei modi con le vittorie in Coppa Italia su Dinamica Gorizia, Benetton Treviso e Fontanafredda Siena,qualificandosi così alla Final Four. In campionato invece la Polti Cantù faticò un po' anche per via dell'infortunio a Jerry Reynolds per il quale venne ingaggiato a "gettone" Chris King. Tuttavia quando rientrò Jerry Reynolds non riuscì mai ad incidere e complice una vittoria su cinque partite venne tagliato dalla società che al suo posto ingaggiò Pete Myers. In questo modo la Pallacanestro Cantù riuscì a chiudere il campionato in ottava posizione e a qualificarsi ai playoff. L'attenzione però venne spostata alle Final Four di Coppa dove i canturini eliminarono in semifinale la Stefanel Milano e accedettero per la prima volta in finale, dove vennero sconfitti dalla Kinder Bologna. Nei playoff, invece, Cantù si impose sulla Mens Sana Siena guadagnando i quarti contro Treviso che però eliminarono i biancoblù.

## Roster
| Polti Cantù 1996-1997 | Polti Cantù 1996-1997 |
| Giocatori             | Staff tecnico         |
| --------------------- | --------------------- |

| N. | Naz.                                       | Ruolo | Nome                     | Anno | Alt.   | Peso   |  |
| -- | ------------------------------------------ | ----- | ------------------------ | ---- | ------ | ------ |  |
| 4  | Italia (bandiera)                          | G     | Franco Binotto           | 1970 | 194 cm | 82 kg  |  |
| 6  | Stati Uniti (bandiera)                     | A     | Chris King               | 1969 | 203 cm | 98 kg  |  |
| 7  | Italia (bandiera)                          | AC    | Christian Di Giuliomaria | 1979 | 208 cm | 108 kg |  |
| 9  | Italia (bandiera)                          | P     | Alberto Rossini (C)      | 1969 | 190 cm | 85 kg  |  |
| 10 | Italia (bandiera)                          | P     | Eros Buratti             | 1971 | 196 cm | 82 kg  |  |
| 13 | Stati Uniti (bandiera)                     | C     | Thurl Bailey             | 1961 | 211 cm | 98 kg  |  |
| 15 | Stati Uniti (bandiera)                     | AP    | Jerry Reynolds           | 1962 | 203 cm | 91 kg  |  |
| 15 | Stati Uniti (bandiera)                     | G     | Pete Myers               | 1963 | 198 cm | 82 kg  |  |
|    | Italia (bandiera)                          | AP    | Andrea Bona              | 1978 | 196 cm |        |  |
|    | Stati Uniti (bandiera) · Italia (bandiera) | AG    | John Ebeling             | 1960 | 203 cm |        |  |
|    | Mali (bandiera) · Francia (bandiera)       | P     | Ahmadou Keita            | 1970 | 192 cm |        |  |
|    | Italia (bandiera)                          |       | Salvatore Lapetina       | 1975 |        |        |  |
|    | Italia (bandiera)                          | A     | Alessandro Zorzolo       | 1969 | 202 cm | 96 kg  |  |
| -  | Italia (bandiera)                          | PG    | Emanuele Della Felba     | 1980 | 188 cm | 84 kg  |  |
| -  | Italia (bandiera)                          | AG    | Luca Dalla Vecchia       | 1978 | 204 cm | 105 kg |  |

| Allenatore                                                                  |
| - Gianfranco Lombardi                                                       |
| Assistente/i                                                                |
| - Massimo Magri Legenda - (C) Capitano - (IN) Inattivo - Infortunato Roster |

## Mercato

### Sessione estiva
| Acquisti | Acquisti       | Acquisti        | Acquisti   |
| R.       | Nome           | da              | Modalità   |
| -------- | -------------- | --------------- | ---------- |
| AG       | John Ebeling   | Free agent      | definitivo |
| AP       | Jerry Reynolds | Milwaukee Bucks | definitivo |

| Cessioni | Cessioni         | Cessioni         | Cessioni       |
| R.       | Nome             | a                | Modalità       |
| -------- | ---------------- | ---------------- | -------------- |
| ALL      | Bruno Arrigoni   | Pall. Varese     | fine contratto |
| G        | Andrea Gianolla  | Scaligera Verona | fine contratto |
|          | Fabrizio Valente |                  | ritirato       |
| C        | Luca Sonego      |                  | fine contratto |

### Dopo l'inizio della stagione
| Acquisti | Acquisti      | Acquisti   | Acquisti         | Acquisti   |
| R.       | Nome          | da         | Data             | Modalità   |
| -------- | ------------- | ---------- | ---------------- | ---------- |
| A        | Chris King    | Free agent | 17 novembre 1996 | definitivo |
| G        | Pete Myers    | Free agent | 19 gennaio 1997  | definitivo |
| P        | Ahmadou Keita | Free agent | 26 gennaio 1997  | definitivo |

| Cessioni | Cessioni       | Cessioni          | Cessioni         | Cessioni       |
| R.       | Nome           | a                 | Data             | Modalità       |
| -------- | -------------- | ----------------- | ---------------- | -------------- |
| A        | Chris King     | Fuenlabrada       | 15 dicembre 1996 | fine contratto |
| AP       | Jerry Reynolds | Connecticut Pride | 14 gennaio 1997  | rescissione    |